# Refugi de Bésines
El refugi de Bésines és un refugi de muntanya del departament de l'Arieja (França) a 2.104 m d'altitud i situat per sobre de l'Estany de Bésines a la capçalera de la vall del mateix nom.